# JC Ferrero Challenger Open
Il JC Ferrero Challenger Open è un torneo professionistico di tennis giocato su campi in cemento. Fa parte dell'ATP Challenger Series e si gioca annualmente dal 2018 all'Accademia di tennis di Juan Carlos Ferrero, già numero 1 del tennis mondiale, a Villena, nei pressi di Alicante, in Spagna. Le prime tre edizioni si erano svolte su campi in terra rossa.

## Albo d'oro

### Singolare
| Anno | Campione           | Finalista                 | Punteggio         |
| ---- | ------------------ | ------------------------- | ----------------- |
| 2024 | Kamil Majchrzak    | Nicolas Moreno de Alboran | 6–4, 6–2          |
| 2023 | Constant Lestienne | Hugo Grenier              | 6(10)–7, 6–2, 6–4 |
| 2022 | Lukáš Klein        | Nick Hardt                | 6–3, 6–4          |
| 2021 | Constant Lestienne | Hugo Grenier              | 6–4, 6–3          |
| 2020 | Carlos Alcaraz     | Pedro Martínez            | 7–6(6), 6–3       |
| 2019 | Pablo Andújar      | Pedro Martínez            | 6–3, 3–6, 6–3     |
| 2018 | Pablo Andújar      | Alex de Minaur            | 7–6(5), 6–1       |

### Doppio
| Anno | Campioni                                     | Finalisti                                | Punteggio        |
| ---- | -------------------------------------------- | ---------------------------------------- | ---------------- |
| 2024 | Anirudh Chandrasekar Niki Kaliyanda Poonacha | Romain Arneodo Íñigo Cervantes           | 7–6(2), 6–4      |
| 2023 | Niki Kaliyanda Poonacha Divij Sharan         | Jeevan Nedunchezhiyan John-Patrick Smith | 6–4, 3–6, [10–7] |
| 2022 | Robin Haase Albano Olivetti                  | Sanjar Fayziev Sergey Fomin              | 7–6(5), 7–5      |
| 2021 | Denys Molčanov David Vega Hernández          | Romain Arneodo Matt Reid                 | 6–4, 6–2         |
| 2020 | Enzo Couacaud Albano Olivetti                | Íñigo Cervantes Oriol Roca Batalla       | 4–6, 6–4, [10–2] |
| 2019 | Thomaz Bellucci Guillermo Durán              | Gerard Granollers Pujol Pedro Martínez   | 2–6, 7–5, [10–5] |
| 2018 | Wesley Koolhof Artem Sitak                   | Guido Andreozzi Ariel Behar              | 6–3, 6–2         |